# 청춘학당2: 기생난입야사
"청춘학당2: 기생난입야사"는 2016년에 개봉한 대한민국의 코미디, 드라마 영화이다.

## 출연진
- 전현수 : 재원 역
- 지은서 : 소향 역
- 정현우 : 만기 역
- 혜진 : 춘심 역
- 김은하 : 연화 역
- 전은진 : 훈장처 역
- 백인권 : 칠득이 역
- 안민상 : 훈장 역
- 김주황 : 최역관 역
- 주희 : 기생마담 역
- 배건식 : 말복 역
- 조기태 : 팔복 역